# Пардина
Пардина (рум. Pardina) — коммуна в уезде Тулча в Румынии. В состав коммуны входит село Пардина.
Коммуна расположена на расстоянии 245 км на северо-восток от Бухареста, 18 км на северо-восток от Тульчи, 128 км на север от Констанци, 73 км на восток от Галаца. Население занимается животноводством и земледелием. Традиционно развито рыболовство. В школе всего 3 класса, сгруппированные по возрасту из-за малого количества детей. 

## История
Селение основано жителями Российской империи, сбежавшими на территорию подконтрольную туркам. Османская империя предписывала разбросанным мигрантам селиться группами для более удобного контроля за ними. Таким образом разбросанные в регионе русские семьи основали данную коммуну.
Местная легенда описывает возникновение название коммуны, как производную от турецкого "париж", что означает зонтик. Однажды турецкая семья отдыхала на берегу Дуная в тени прибрежных ив. После отъезда, турецкая женщина увидела, что забыла свой зонтик на берегу и начала громко кричать "Париж", "Париж", что означало по турецки зонтик. Местное население узнало об этом инциденте и обозвало местность где отдыхали турки переиначив на свой лад Пардина. Произошло это в первой половине XIX века.
В начале Великой Отечественной войны в селе располагались румынские и немецкие военные части обстреливающие пограничные территории. 24 июня 1941 года десантный отряд под командованием лейтенанта Богатырёва совершил вылазку на территорию врага. Противник был разбит, также был уничтожен укрепленный пункт, захвачены в виде трофеев пулеметы и артиллерийские орудия.

## Население
По данным переписи населения 2002 года в коммуне проживало 712 человек.
Национальный состав населения коммуны:
| Национальность   | Количество человек | Процент |
| ---------------- | ------------------ | ------- |
| румыны           | 679                | 95,4%   |
| украинцы         | 23                 | 3,2%    |
| русские-липоване | 9                  | 1,3%    |
| венгры           | 1                  | 0,1%    |

Родным языком назвали:
| Язык       | Количество человек | Процент |
| ---------- | ------------------ | ------- |
| румынский  | 681                | 95,6%   |
| украинский | 21                 | 2,9%    |
| русский    | 9                  | 1,3%    |
| венгерский | 1                  | 0,1%    |

Состав населения коммуны по вероисповеданию:
| Религия       | Количество человек | Процент |
| ------------- | ------------------ | ------- |
| православные  | 698                | 98,0%   |
| римо-католики | 7                  | 1,0%    |
| липоване      | 7                  | 1,0%    |

## Внешние ссылки
- Дані про комуну Пардіна на сайті Ghidul Primăriilor